# Huttonaea fimbriata
Huttonaea fimbriata är en orkidéart som först beskrevs av William Henry Harvey, och fick sitt nu gällande namn av Heinrich Gustav Reichenbach. Huttonaea fimbriata ingår i släktet Huttonaea och familjen orkidéer. Inga underarter finns listade i Catalogue of Life.